# یون جونگ-سو
یون جونگ-سو (انگلیسی: Yun Jong-su؛ زادهٔ ۳ ژانویهٔ ۱۹۶۲) مربی فوتبال اهل کره شمالی است. وی در سه مقطع سرمربی تیم ملی فوتبال کره شمالی بوده است.